# Bill McKinney
Bill McKinney (Chattanooga, 12 de setembro de 1931 - Los Angeles, 1 de dezembro de 2011) foi um ator estadunidense.
McKinney fez seu primeiro filme para o cinema em Deliverance no ano de 1972, porém, já era um veterano em filme e séria para a televisão, como Alias Smith and Jones ou I Dream of Jeannie (Jeannie é um Gênio).
Trabalhou ao lado de Clint Eastwood em vários filmes, como em The Outlaw Josey Wales ou em sucessos como First Blood ou City Slickers II: The Legend of Curly's Gold, entre outros.
Bill McKinney morreu em decorrência de uma câncer de esôfago.